# Nicolas Michel (Desprez)
Pour les articles homonymes, voir Nicolas Michel et Michel.
Nicolas Michel, dit « Nicolas Desprez », fut professeur du Roi aux lettres humaines, et occupait la chaire royale d'éloquence, vacante par la mort de Jean Rouxel, quand il est emporté par une « fièvre populaire » en 1597. Jacques de Cahaignes fait son oraison funèbre. 

## Publications
- Strenae ad Senatum Polpulumque Cadomensen. Caen, Jacques Le Bas, 1588